# Павловский, Александр Анатольевич
Александр Анатольевич Павловский (14 июля 1936 — 4 июля 1977) — советский фехтовальщик-шпажист, призёр Олимпийских игр. Мастер спорта СССР (1956).

## Биография
Родился в 1936 году в Минске.
В 1960 году на Олимпийских играх в Риме стал обладателем бронзовой медали в командном первенстве.
На чемпионате мира 1962 года завоевал бронзовую медаль.

## Награды
- Медаль «За трудовое отличие» (16.09.1960) — за успешные выступления в XVII летних и VIII зимних Олимпийских играх 1960 года, а также за выдающиеся спортивные достижения[2]